# Попова, Татьяна Григорьевна
Татья́на Григо́рьевна Попо́ва (11 января 1898, Житомирская губерния — 1982) — советский альголог, ученица Н. Н. Воронихина, монограф эвгленовых водорослей. Лауреат премии имени В. Л. Комарова (1952).

## Биография
Татьяна Григорьевна Попова родилась 25 января (11 января по старому стилю)
1898 года в украинском селе Немировец Бердичевского уезда Житомирской губернии (ныне
Киевская область) в семье мелкого служащего. Окончив в 1916 году гимназию с золотой медалью, она поступила в Томский государственный университет.
После окончания естественного отделения университета в 1921 году была оставлена в аспирантуре при кафедре ботаники, которой руководил профессор В. В. Сапожников.
После окончания аспирантуры в 1925 году работала ассистентом кафедры ботаники того же университета, а в 1934 году назначена на должность доцента.
Работая в Томском университете, Татьяна Григорьевна вначале занималась
высшими растениями, а с 1927 года начала специализироваться по низшим растениям.
Западная Сибирь с изобилием водных ресурсов представляет широкое поле деятельности
для альголога: Татьяна Григорьевна сосредоточила своё внимание на изучении флоры
водорослей минеральных и пресных водоемов Кулунды. Результаты этих исследований
были отражены в ряде публикаций.

## Основные труды
- Попова Т. Г. Эвгленовые водоросли (Euglenineae) Европейского Севера СССР //Тр. Бот. ин-та АН СССР. Сер. 2. Споровые растения. — 1951. — Вып. 7. — С. 165—414.
- Попова Т. Г. Определитель пресноводных водорослей СССР. Вып. 7. Эвгленовые водоросли. — М.: Сов. наука, 1955. — 282 с.
- Попова Т. Г. Флора споровых растений СССР. VIII. Эвгленовые водоросли. Вып. 1. — М., Л.: Наука, 1966. — 411 с.
- Попова Т. Г., Сафонова Т. А. Флора споровых растений СССР. IX. Эвгленовые водоросли. Вып. 2. — Л.: Наука, 1976. — 288 с.